# Ikaalinen
Ikaalinen (szw. Ikalis) − miasto i gmina w Finlandii w regionie Pirkanmaa. Zamieszkane przez 7 422 osób. Powierzchnia wynosi 843,46 km², z czego 93,16 km² stanowi woda.
Ikaalinen powstało jako osobna gmina w 1641 roku. W 1858 zostało założone miasto targowe. Prawa miejskie uzyskało w 1977 roku.
Herb miasta został zaprojektowany przez Pentti Papunena i obowiązuje od 1956 roku (do 1977 jako herb gminy).
Z Ikaalinen pochodzi Krista Pärmäkoski, fińska biegaczka narciarska.

## Sąsiadujące gminy
- Hämeenkyrö
- Jämijärvi
- Kankaanpää
- Parkano
- Sastamala
- Ylöjärvi